# Socket 4
El Socket 4 fue el primer zócalo de CPU destinado a procesadores Pentium. Tiene 273 pines.
No tuvo mucho éxito debido a que funcionaba solo a 5V y con un bus de 60 y 66 MHz. Esta poca duración se debió a que al poco tiempo Intel sacó procesadores Pentium que funcionaban con un bus de 75MHz y a 3.3V.
Admite procesadores Pentium a 60 y 66 MHz, y Pentium OverDrive 120 y 133 (con buses de 60 y 66 MHz respectivamente).
- Datos: Q1049156
- Multimedia: Socket 4 / Q1049156